# Avber
Avber este o localitate din comuna Sežana, Slovenia, cu o populație de 98 de locuitori.